# Digital Pictures
Digital Pictures è stata un'azienda di sviluppo di videogiochi fondata nel 1991 da Lode Coen, Mark Klein, Anne Flaut-Reed, Kevin Welsh e Tom Zito.
L'azienda è stata originariamente creata per sviluppare giochi per la console Control-Vision, console mai realizzata sviluppata da Tom Zito (uno dei primi titoli creati, Night Trap era stato originariamente prodotto per Control-Vision prima di essere convertito su Sega CD).
I contenuti a tema matura di Night Trap ha dato vita a delle controversie riuscendo comunque a diventare un best seller.
Digital Pictures ha continuato a creare giochi basati su video pre-renderizzati per console SEGA, in seguito considerati i pionieri del genere film interattivo.
A metà degli anni novanta l'azienda ebbe un declino dovuto al disinteressamento verso questa tipologia di giochi.
L'ultimo gioco realizzato e mai rilasciato Maximum Surge è riproposto nel film chiamato Game Over.

## Controversie
Nei primi anni 90, Night Trap è stato segnalato da numerosi gruppi di interesse e dai senatori Joseph Lieberman e Herbert Koh come prova che l'industria di videogiochi promuoveva giochi violenti o altri contenuti per adulti, tutto questo portò poi in seguito alla creazione dei sistemi di classificazione dei videogiochi.

## Declino
Durante la metà degli anni 90 l'interesse dei consumatori verso i giochi basati sui video pre-renderizzati che rappresentava la maggior parte dei profitti per Digital Pictures calò, dopo la chiusura dell'azienda, gli assets furono acquistati da Cyber Cinema Interactive.
La nuova azienda aveva come scopo quello di rilasciare i giochi per DVD ma l'unica produzione di Cyber Cinema fu Game Over.

## Giochi sviluppati
| Titolo                                        | Cast                                                                            | Data di rilascio | Console     |
| --------------------------------------------- | ------------------------------------------------------------------------------- | ---------------- | ----------- |
| Citizen X                                     | Sharee Gregory, Charley Hayward, Peter Kent, Rob Narita, Mark Withers           | 2002             | Sega CD     |
| Corpse Killer                                 | Vincent Schiavelli, Jeremiah Birkett, Bridget Butler                            | 1994             | Sega CD     |
| Corpse Killer                                 | Vincent Schiavelli, Jeremiah Birkett, Bridget Butler                            | 1994             | Sega 32X    |
| Corpse Killer                                 | Vincent Schiavelli, Jeremiah Birkett, Bridget Butler                            | 1995             | 3DO         |
| Corpse Killer                                 | Vincent Schiavelli, Jeremiah Birkett, Bridget Butler                            | 1995             | Macintosh   |
| Corpse Killer                                 | Vincent Schiavelli, Jeremiah Birkett, Bridget Butler                            | 1995             | Sega Saturn |
| Double Switch                                 | Corey Haim, Debbie Harry, R. Lee Ermey, Irwin Keyes, Camille Cooper             | 1993             | Sega CD     |
| Double Switch                                 | Corey Haim, Debbie Harry, R. Lee Ermey, Irwin Keyes, Camille Cooper             | 1995             | Sega Saturn |
| Double Switch                                 | Corey Haim, Debbie Harry, R. Lee Ermey, Irwin Keyes, Camille Cooper             | 1995             | Windows 95  |
| Ground Zero: Texas                            | Steve Eastin, Leslie Zemeckis, Scott Lawrence, Christopher Bradley, Rick Aiello | 1993             | Sega CD     |
| Kids on Site                                  | Larry Grennan, Scott McClain, Robin Joss                                        | 1994             | DOS         |
| Kids on Site                                  | Larry Grennan, Scott McClain, Robin Joss                                        | 1994             | Sega CD     |
| Make My Video: INXS                           | INXS                                                                            | 1992             | Sega CD     |
| Make My Video: Kris Kross                     | Kris Kross                                                                      | 1992             | Sega CD     |
| Make My Video: Marky Mark and the Funky Bunch | Marky Mark and the Funky Bunch                                                  | 1992             | Sega CD     |
| Maximum Surge                                 | Yasmine Bleeth, Walter Koenig, Michael Champion, Andy Hirsch                    | N/D              | 3DO         |
| Maximum Surge                                 | Yasmine Bleeth, Walter Koenig, Michael Champion, Andy Hirsch                    | N/D              | Macintosh   |
| Maximum Surge                                 | Yasmine Bleeth, Walter Koenig, Michael Champion, Andy Hirsch                    | N/D              | Sega Saturn |
| Maximum Surge                                 | Yasmine Bleeth, Walter Koenig, Michael Champion, Andy Hirsch                    | N/D              | Windows 95  |
| Night Trap                                    | Dana Plato, Tracy Matheson, Debra Parks, Allison Rhea, Christy Ford             | 1992             | Sega CD     |
| Night Trap                                    | Dana Plato, Tracy Matheson, Debra Parks, Allison Rhea, Christy Ford             | 1994             | 3DO         |
| Night Trap                                    | Dana Plato, Tracy Matheson, Debra Parks, Allison Rhea, Christy Ford             | 1994             | DOS         |
| Night Trap                                    | Dana Plato, Tracy Matheson, Debra Parks, Allison Rhea, Christy Ford             | 1994             | Sega 32X    |
| Night Trap                                    | Dana Plato, Tracy Matheson, Debra Parks, Allison Rhea, Christy Ford             | 1995             | Macintosh   |
| Power Factory Featuring C+C Music Factory     | C+C Music Factory                                                               | 1992             | Sega CD     |
| Prize Fighter                                 | Jimmy Nickerson, Manny Perry, Billy Lucas, Ben Bray                             | 1993             | Sega CD     |
| Quarterback Attack with Mike Ditka            | Mike Ditka, Keith Neubert, Peter Kent                                           | 1995             | 3DO         |
| Quarterback Attack with Mike Ditka            | Mike Ditka, Keith Neubert, Peter Kent                                           | 1995             | Sega Saturn |
| Quarterback Attack with Mike Ditka            | Mike Ditka, Keith Neubert, Peter Kent                                           | 1996             | DOS         |
| Sewer Shark                                   | David Underwood, Robert Costanzo, Kari G. Peyton                                | 1992             | Sega CD     |
| Sewer Shark                                   | David Underwood, Robert Costanzo, Kari G. Peyton                                | 1994             | 3DO         |
| Slam City with Scottie Pippen                 | Scottie Pippen, Keith Gibbs, Malcolm Ian Cross, Keith Neubert, Dana Wilkerson   | 1994             | Sega CD     |
| Slam City with Scottie Pippen                 | Scottie Pippen, Keith Gibbs, Malcolm Ian Cross, Keith Neubert, Dana Wilkerson   | 1995             | DOS         |
| Slam City with Scottie Pippen                 | Scottie Pippen, Keith Gibbs, Malcolm Ian Cross, Keith Neubert, Dana Wilkerson   | 1995             | Sega 32X    |
| Supreme Warrior                               | Vivian Wu, Richard Norton, Roger Yuan, Chuck Jeffreys, Ron Yuan, Chaplin Chang  | 1994             | 3DO         |
| Supreme Warrior                               | Vivian Wu, Richard Norton, Roger Yuan, Chuck Jeffreys, Ron Yuan, Chaplin Chang  | 1994             | Sega 32X    |
| Supreme Warrior                               | Vivian Wu, Richard Norton, Roger Yuan, Chuck Jeffreys, Ron Yuan, Chaplin Chang  | 1994             | Sega CD     |
| Supreme Warrior                               | Vivian Wu, Richard Norton, Roger Yuan, Chuck Jeffreys, Ron Yuan, Chaplin Chang  | 1996             | Macintosh   |
| Supreme Warrior                               | Vivian Wu, Richard Norton, Roger Yuan, Chuck Jeffreys, Ron Yuan, Chaplin Chang  | 1996             | Windows 95  |
| What's My Story?                              | Jill Wright                                                                     | 1996             | Macintosh   |